# Liste der Afrikaspielesieger in der Leichtathletik/Medaillengewinnerinnen
Die Liste der Afrikaspielesieger in der Leichtathletik führt sämtliche Medaillengewinnerinnen bei Afrikaspielen seit 1965 auf. Sie ist gegliedert nach Wettbewerben, die aktuell zum Wettkampfprogramm gehören, und nach nicht mehr ausgetragenen Wettbewerben.

## Aktuelle Wettbewerbe

### 100 m
| Afrikaspiele | Afrikaspiele | Gold               | Silber                 | Bronze                                |
| ------------ | ------------ | ------------------ | ---------------------- | ------------------------------------- |
| 1965         | Brazzaville  | Jumoke Bodunrin    | Regina Okafor          | Rose Hart                             |
| 1973         | Lagos        | Alice Annum        | Rose Asiedua           | Utifon Ufon Oko                       |
| 1978         | Algier       | Hannah Afriyie     | Utifon Ufon Oko        | Kemi Sandgodeyi                       |
| 1987         | Nairobi      | Tina Iheagwam      | Falilat Ogunkoya       | Mary Onyali                           |
| 1991         | Kairo        | Mary Onyali        | Beatrice Utondu        | Rufina Ubah                           |
| 1995         | Harare       | Mary Onyali        | Christy Opara-Thompson | Mary Tombiri                          |
| 1999         | Johannesburg | Mercy Nku          | Myriam Léonie Mani     | Endurance Ojokolo                     |
| 2003         | Abuja        | Mary Onyali        | Endurance Ojokolo      | Vida Anim                             |
| 2007         | Algier       | Oludamola Osayomi  | Constance Mkenku       | Vida Anim                             |
| 2011         | Maputo       | Oludamola Osayomi  | Blessing Okagbare      | Gloria Asumnu                         |
| 2015         | Brazzaville  | Marie-Josée Ta Lou | Eunice Kadogo          | Pon-Karidjatou Traoré Adeline Gouénon |
| 2019         | Rabat        | Marie-Josée Ta Lou | Gina Bass              | Bassant Hemida                        |
| 2023         | Accra        | Gina Bass Bittaye  | Maia McCoy             | Olayinka Olajide                      |

### 200 m
| Afrikaspiele | Afrikaspiele | Gold               | Silber             | Bronze                 |
| ------------ | ------------ | ------------------ | ------------------ | ---------------------- |
| 1973         | Lagos        | Alice Annum        | Beatrice Ewuzie    | Josephine Ocran        |
| 1978         | Algier       | Hannah Afriyie     | Kehinde Vaughan    | Ruth Waithera          |
| 1987         | Nairobi      | Mary Onyali        | Falilat Ogunkoya   | Tina Iheagwam          |
| 1991         | Kairo        | Tina Iheagwam      | Fatima Yusuf       | Christy Opara-Thompson |
| 1995         | Harare       | Mary Onyali        | Calister Uba       | Kate Iheagwam          |
| 1999         | Johannesburg | Fatima Yusuf       | Myriam Léonie Mani | Monica Twum            |
| 2003         | Abuja        | Mary Onyali        | Vida Anim          | Estie Wittstock        |
| 2007         | Algier       | Oludamola Osayomi  | Vida Anim          | Amandine Allou Affoué  |
| 2011         | Maputo       | Oludamola Osayomi  | Vida Anim          | Tjipekapora Herunga    |
| 2015         | Brazzaville  | Marie-Josée Ta Lou | Ngozi Onwumere     | Lawretta Ozoh          |
| 2019         | Rabat        | Gina Bass          | Bassant Hemida     | Marie-Josée Ta Lou     |
| 2023         | Accra        | Gina Bass Bittaye  | Olayinka Olajide   | Natacha Ngoye Akamabi  |

### 400 m
| Afrikaspiele | Afrikaspiele | Gold                | Silber               | Bronze              |
| ------------ | ------------ | ------------------- | -------------------- | ------------------- |
| 1973         | Lagos        | Tekla Chemabwai     | Grace Bakari         | Florence Mgbakwe    |
| 1978         | Algier       | Kehinde Vaughan     | Ruth Kyalisima       | Georgina Aidou      |
| 1987         | Nairobi      | Francisca Chepkurui | Geraldine Shitandayi | Mercy Addy          |
| 1991         | Kairo        | Fatima Yusuf        | Charity Opara        | Airat Bakare        |
| 1995         | Harare       | Fatima Yusuf        | Falilat Ogunkoya     | Olabisi Afolabi     |
| 1999         | Johannesburg | Falilat Ogunkoya    | Olabisi Afolabi      | Amy Mbacké Thiam    |
| 2003         | Abuja        | Fatou Bintou Fall   | Doris Jacob          | Mireille Nguimgo    |
| 2007         | Algier       | Amantle Montsho     | Joy Eze              | Folashade Abugan    |
| 2011         | Maputo       | Amantle Montsho     | Amy Mbacké Thiam     | Tjipekapora Herunga |
| 2015         | Brazzaville  | Kabange Mupopo      | Patience Okon George | Tjipekapora Herunga |
| 2019         | Rabat        | Galefele Moroko     | Favour Ofili         | Grace Obour         |
| 2023         | Accra        | Mary Moraa          | Esther Elo Joseph    | Sita Sibiri         |

### 800 m
| Afrikaspiele | Afrikaspiele | Gold                   | Silber              | Bronze                  |
| ------------ | ------------ | ---------------------- | ------------------- | ----------------------- |
| 1973         | Lagos        | Christine Anyakun      | Rosalind Joshua     | Helena Opoku            |
| 1978         | Algier       | Tekla Chemabwai        | Sakina Boutamine    | Célestine N’Drin        |
| 1987         | Nairobi      | Selina Chirchir        | Florence Wanjiru    | Mary Chemweno           |
| 1991         | Kairo        | Maria de Lurdes Mutola | Zewde Hailemariam   | Gladys Wamuyu           |
| 1995         | Harare       | Maria de Lurdes Mutola | Tina Paulino        | Kutre Dulecha           |
| 1999         | Johannesburg | Maria de Lurdes Mutola | Nouria Mérah-Benida | Grace Birungi           |
| 2003         | Abuja        | Grace Ebor             | Akosua Serwah       | Lwiza John              |
| 2007         | Algier       | Leonor Piuza           | Agnes Samaria       | Nahida Touhami          |
| 2011         | Maputo       | Annet Negesa           | Fantu Magiso        | Sylvia Chesebe          |
| 2015         | Brazzaville  | Caster Semenya         | Annet Mwanzi        | Chaltu Shume            |
| 2019         | Rabat        | Hirut Meshesha         | Rababe Arafi        | Halimah Nakaayi         |
| 2023         | Accra        | Tsige Duguma           | Halimah Nakaayi     | Vivian Chebet Kiprotich |

### 1500 m
| Afrikaspiele | Afrikaspiele | Gold                     | Silber              | Bronze             |
| ------------ | ------------ | ------------------------ | ------------------- | ------------------ |
| 1973         | Lagos        | Peace Kesiime            | Mary Wagaki         | Ruth Yeboah        |
| 1978         | Algier       | Sakina Boutamine         | Anna Kiprop         | Rose Thomson       |
| 1987         | Nairobi      | Selina Chirchir          | Susan Sirma         | Evelyn Adiru       |
| 1991         | Kairo        | Susan Sirma              | Margaret Kigari     | Getenesh Urge      |
| 1995         | Harare       | Kutre Dulecha            | Julia Sakara        | Genet Gebregiorgis |
| 1999         | Johannesburg | Kutre Dulecha            | Nouria Mérah-Benida | Jackline Maranga   |
| 2003         | Abuja        | Kutre Dulecha            | Jackline Maranga    | Naomi Mugo         |
| 2007         | Algier       | Gelete Burka             | Veronica Nyaruai    | Agnes Samaria      |
| 2011         | Maputo       | Irene Jelagat            | Joyce Chepkirui     | Tezita Bogale      |
| 2015         | Brazzaville  | Dawit Seyaum             | Besu Sado           | Beatrice Chepkoech |
| 2019         | Rabat        | Quailyne Jebiwott Kiprop | Mary Kuria          | Lemlem Hailu       |
| 2023         | Accra        | Hirut Meshesha           | Hawi Abera          | Mary Ekiru         |

### 5000 m
| Afrikaspiele | Afrikaspiele | Gold                   | Silber                  | Bronze                |
| ------------ | ------------ | ---------------------- | ----------------------- | --------------------- |
| 1995         | Harare       | Rose Cheruiyot         | Ayelech Worku           | Lydia Cheromei        |
| 1999         | Johannesburg | Ayelech Worku          | Elana Meyer             | Vivian Cheruiyot      |
| 2003         | Abuja        | Meseret Defar          | Dorcus Inzikuru         | Isabella Ochichi      |
| 2007         | Algier       | Meseret Defar          | Meselech Melkamu        | Sylvia Jebiwott Kibet |
| 2011         | Maputo       | Sule Utura             | Emebet Anteneh Mengistu | Pauline Korikwiang    |
| 2015         | Brazzaville  | Margaret Kipkemboi     | Rosemary Wanjiru        | Alice Aprot Nawowuna  |
| 2019         | Rabat        | Lilian Kasait Rengeruk | Hawi Feysa              | Alemitu Tariku        |
| 2023         | Accra        | Medina Eisa            | Birtukan Molla          | Melknat Wudu          |

### 10.000 m
| Afrikaspiele | Afrikaspiele | Gold                 | Silber                | Bronze                  |
| ------------ | ------------ | -------------------- | --------------------- | ----------------------- |
| 1987         | Nairobi      | Leah Jemeli Malot    | Marcianne Mukamurenzi | Mary Kirui              |
| 1991         | Kairo        | Derartu Tulu         | Lydia Cheromei        | Tigist Moreda           |
| 1995         | Harare       | Sally Barsosio       | Delillah Asiago       | Gete Wami               |
| 1999         | Johannesburg | Gete Wami            | Merima Hashim         | Leah Jemeli Malot       |
| 2003         | Abuja        | Ejegayehu Dibaba     | Werknesh Kidane       | Leah Jemeli Malot       |
| 2007         | Algier       | Mestawet Tufa        | Edith Masai           | Irene Kwambai Kipchumba |
| 2011         | Maputo       | Sule Utura           | Wude Ayalew           | Pauline Korikwiang      |
| 2015         | Brazzaville  | Alice Aprot Nawowuna | Gladys Kiptagelai     | Gelete Burka            |
| 2019         | Rabat        | Tsehay Gemechu       | Zeineba Yimer         | Dera Dida               |
| 2023         | Accra        | Janeth Chepngetich   | Wede Kefale           | Tekan Berhe             |

### Halbmarathon
| Afrikaspiele | Afrikaspiele | Gold               | Silber          | Bronze           |
| ------------ | ------------ | ------------------ | --------------- | ---------------- |
| 2007         | Algier       | Souad Aït Salem    | Atsede Baysa    | Kenza Dahmani    |
| 2011         | Maputo       | Mare Dibaba        | Mamitu Daska    | Helalia Johannes |
| 2015         | Brazzaville  | Mamitu Deska       | Worknesh Degefa | Yebergal Melese  |
| 2019         | Rabat        | Yalemzerf Yehualaw | Degitu Azimeraw | Meseret Belete   |
| 2023         | Accra        | Loliha Atalena     | Zewditu Aderaw  | Nancy Jepleting  |

### 100 m Hürden
| Afrikaspiele | Afrikaspiele | Gold              | Silber               | Bronze                |
| ------------ | ------------ | ----------------- | -------------------- | --------------------- |
| 1973         | Lagos        | Modupe Oshikoya   | Emilia Edet          | Budesia Nyakecho      |
| 1978         | Algier       | Judy Bell-Gam     | Ruth Kyalisima       | Bella Bell-Gam        |
| 1987         | Nairobi      | Maria Usifo       | Diana Yankey         | Nacèra Zaaboub        |
| 1991         | Kairo        | Ime Akpan         | Taiwo Aladefa        | Nicole Ramalalanirina |
| 1995         | Harare       | Taiwo Aladefa     | Angela Atede         | Ime Akpan             |
| 1999         | Johannesburg | Glory Alozie      | Angela Atede         | Mame Tacko Diouf      |
| 2003         | Abuja        | Angela Atede      | Damaris Agbugba      | Christy Akinremi      |
| 2007         | Algier       | Olutoyin Augustus | Jessica Ohanaja      | Fatmata Fofanah       |
| 2011         | Maputo       | Seun Adigun       | Jessica Ohanaja      | Rosa Rakotozafy       |
| 2015         | Brazzaville  | Tobi Amusan       | Gnima Faye           | Lindsay Lindley       |
| 2019         | Rabat        | Tobi Amusan       | Marthe Koala         | Taylon Bieldt         |
| 2023         | Accra        | Tobi Amusan       | Sidonie Fiadanantsoa | Ashley Miller         |

### 400 m Hürden
| Afrikaspiele | Afrikaspiele | Gold                    | Silber               | Bronze                   |
| ------------ | ------------ | ----------------------- | -------------------- | ------------------------ |
| 1987         | Nairobi      | Maria Usifo             | Rose Tata-Muya       | Zewde Hailemariam        |
| 1991         | Kairo        | Marie Womplou           | Omolade Akinremi     | Omotayo Akinremi         |
| 1995         | Harare       | Omolade Akinremi        | Karen van der Veen   | Lana Uys                 |
| 1999         | Johannesburg | Mame Tacko Diouf        | Surita Febbraio      | Saidat Onanuga           |
| 2003         | Abuja        | Omolade Akinremi        | Kate Obilor          | Carole Kaboud Mebam      |
| 2007         | Algier       | Muna Jabir Adam         | Aïssata Soulama      | Muizat Ajoke Odumosu     |
| 2011         | Maputo       | Muizat Ajoke Odumosu    | Wenda Theron         | Kou Luogon               |
| 2015         | Brazzaville  | Amaka Ogoegbunam        | Muizat Ajoke Odumosu | Lilianne Klaasman        |
| 2019         | Rabat        | Vanice Kerubo Nyagisera | Lamiae Lhabz         | Uwemedino Akpan Abasiono |
| 2023         | Accra        | Rogail Joseph           | Noura Ennadi         | Linda Angounou           |

### 3000 m Hindernis
| Afrikaspiele | Afrikaspiele | Gold                  | Silber          | Bronze          |
| ------------ | ------------ | --------------------- | --------------- | --------------- |
| 2007         | Algier       | Ruth Bisibori Nyangau | Mekdes Bekele   | Netsanet Achamo |
| 2011         | Maputo       | Hyvin Kiyeng          | Hiwot Ayalew    | Birtukan Adamu  |
| 2015         | Brazzaville  | Sofia Assefa          | Hiwot Ayalew    | Purity Kirui    |
| 2019         | Rabat        | Mekides Abebe         | Mercy Wanjiru   | Weynshet Ansa   |
| 2023         | Accra        | Beatrice Chepkoech    | Peruth Chemutai | Lomi Muleta     |

### 4 × 100 m Staffel
| Afrikaspiele | Afrikaspiele | Gold | Silber                                                                                          | Bronze                                                                                             |
| ------------ | ------------ | --- | ----------------------------------------------------------------------------------------------- | -------------------------------------------------------------------------------------------------- |
| 1965         | Brazzaville  | Nigeria Jumoke Bodunrin Regina Okafor Irene Erondu Uche Ezekwesili                                                            | Ghana Alice Annum Rose Hart Phyllis Laryea Habibah Atta                                         | Kamerun Rhita Mahouvet Marguerite Handy Bernardette Osogo Agnes Lembe                              |
| 1973         | Lagos        | Ghana Grace Bakari Rose Asiedua Josephine Ocran Alice Annum                                                                   | Nigeria ? Beatrice Ewuzie Ashanti Obi Utifon Ufon Oko                                           | Kenia Tekla Chemabwai Alice Adala Emily Kubasu Reboy James                                         |
| 1978         | Algier       | Nigeria Utifon Ufon Oko Kemi Sandgodeyi Fosa Ibini Bella Bell-Gam                                                             | Ghana Hannah Afriyie Grace Bakari Janet Yawson Jeanette Ofusu                                   | Uganda Farida Kyakutema Ruth Kyalisima Christine Kabanda Jane Nakamate                             |
| 1987         | Nairobi      | Nigeria Beatrice Utondu Tina Iheagwam Mary Onyali Falilat Ogunkoya                                                            | Ghana Mercy Addy Martha Appiah Cynthia Quartey Diana Yankey                                     | Kenia Geraldine Shitandayi Ruth Waithera Esther Kawaya Jane Wanja                                  |
| 1991         | Kairo        | Nigeria Chioma Ajunwa Rufina Ubah Beatrice Utondu Mary Onyali                                                                 | Elfenbeinküste Alimata Koné Marie Womplou Louise Ayétotché Olga Mutanda                         | Madagaskar Mamy Razafimanantsoa Hanitriniaina Rakotondrabé Nicole Ramalalanirina Lalao Ravaonirina |
| 1995         | Harare       | Nigeria Faith Idehen Mary Onyali-Omagbemi Christy Opara-Thompson Mary Tombiri                                                 | Ghana Mercy Addy Vida Nsiah Gladys Kotei Helena Wrappah                                         | Simbabwe Delia Mawoko Gailey Dube Simangale Ncube Philipah Chidziva                                |
| 1999         | Johannesburg | Nigeria Endurance Ojokolo Mercy Nku ? ?                                                                                       | Madagaskar Hanitriniaina Rakotondrabé Lantoniaina Ramalalanirina Aurélie Jonary Rosa Rakotozafy | Ghana Mavis Akoto Monica Twum Helena Amoako Dora Manu                                              |
| 2003         | Abuja        | Nigeria Emem Edem Endurance Ojokolo Chinedu Odozor Mary Onyali-Omagbemi                                                       | Südafrika Dikeledi Moropane Heide Seyerling Geraldine Pillay Kerryn Hulsen                      | Senegal Aïssatou Badji Fatou Bintou Fall Aminata Diouf Aïda Diop                                   |
| 2007         | Algier       | Ghana Mariama Salifu Esther Dankwah Gifty Addy Vida Anim                                                                      | Nigeria Gladys Nwabani Endurance Ojokolo Oludamola Osayomi Emem Edem                            | Elfenbeinküste Judith Djaman Brah Louise Ayétotché Cynthia Niako Amandine Allou Affoué             |
| 2011         | Maputo       | Nigeria Gloria Asumnu Agnes Osazuwa Oludamola Osayomi Blessing Okagbare                                                       | Ghana Janet Amponsah Flings Owusu-Agyapong Beatrice Gyaman Vida Anim                            | Kamerun Fanny Appes Ekanga Charlotte Mebenga Amombo Marie Gisèle Eleme Asse Delphine Atangana      |
| 2015         | Brazzaville  | Nigeria Cecilia Francis Blessing Okagbare Ngozi Onwumere Lawretta Ozoh                                                        | Ghana Flings Owusu-Agyapong Gemma Acheampong Beatrice Gyaman Janet Amponsah                     | Elfenbeinküste Rosvitha Okou Adeline Gouénon Adjona Triphene Kouame Marie-Josée Ta Lou             |
| 2019         | Rabat        | Nigeria Joy Udo-Gabriel Mercy Ntia-Obong Jasper Bukola Adekunle Rosemary Chukwuma Blessing Okagbare                           | Südafrika Tebogo Mamathu Tamzin Thomas Patience Ntshingila Taylon Bieldt Lynique Beneke         | Kenia Maximila Imali Millicent Ndoro Maureen Nyatichi Thomas Joan Cherono                          |
| 2023         | Accra        | Nigeria Justina Tiana Eyakpobeyan Olayinka Olajide Moforehan Abinusawa Tobi Amusan Chisom Favour Onyebuchi Blessing Ogundiran | Liberia Ebony Morrison Destiny Smith-Barnett Maia McCoy Shania Collins                          | Ghana Mary Boakye Janet Mensah Doris Mensah Halutie Hor Benedica Kwartemaa                         |

### 4 × 400 m Staffel
| Afrikaspiele | Afrikaspiele | Gold                                                                                  | Silber                                                                              | Bronze                                                                              |
| ------------ | ------------ | ------------------------------------------------------------------------------------- | ----------------------------------------------------------------------------------- | ----------------------------------------------------------------------------------- |
| 1973         | Lagos        | Uganda Margaret Bisereko Ruth Kyalisima Rose Musani Regina Ongia                      | Nigeria ? Florence Mgbakwe                                                          | Kenia ? Charity Wanjiru E. Makaiyo Tekla Chemabwai                                  |
| 1978         | Algier       | Ghana Helena Opoku Grace Bakari Georgina Aidoo Hannah Afriyie                         | Kenia Tekla Chemabwai Rose Tata-Muya Ruth Waithera Charity Muhuhe                   | Uganda Farida Kyakutema Ruth Kyalisima Margaret Komugisha Jane Nakamate             |
| 1987         | Nairobi      | Nigeria Maria Usifo Airat Bakare Falilat Ogunkoya Mary Onyali                         | Kenia Geraldine Shitandayi Florence Wanjiru Esther Kawaya Francisca Chepkurui       | Uganda Farida Kyakutema Evelyn Adiru Edith Nakiyingi Grace Buzu                     |
| 1991         | Kairo        | Nigeria Omotayo Akinremi Airat Bakare Charity Opara Fatima Yusuf                      | Kenia Gladys Wamuyu Pharis Wanja Marcela Mbunde Jane Kimatia                        | Elfenbeinküste Louise Ayétotché Alimata Koné Olga Mutanda Marie Womplou             |
| 1995         | Harare       | Nigeria Omolade Akinremi Caroline Avbovbede Saidat Onanuga Fatima Yusuf               | Südafrika Marie-Louise Henning Adri van der Merwe Lana Uys Karen van der Veen       | Ghana Mercy Addy Vida Nsiah Amidatu Adrahmani Agnes Yaa Nuamah                      |
| 1999         | Johannesburg | Nigeria Saidat Onanuga Fatima Yusuf Olabisi Afolabi Falilat Ogunkoya                  | Senegal Mame Tacko Diouf Amy Mbacké Thiam ? ?                                       | Kamerun Myriam Léonie Mani Stéphanie Nicole Zanga Mireille Nguimgo Claudine Komgang |
| 2003         | Abuja        | Nigeria Olabisi Afolabi Glory Nwosu Doris Jacob Rosemary Onochie                      | Kamerun Hortense Béwouda Carole Kaboud Mebam Mireille Nguimgo Muriel Noah Ahanda    |                                                                                     |
| 2007         | Algier       | Nigeria Folashade Abugan Joy Eze Sekinat Adesanya Christy Ekpukhon                    | Südafrika Estie Wittstock Amanda Kotze Tihanna Vorster Tsholofelo Selemela          | Sudan Nawal El Jack Faiza Omar Hind Musa Muna Jabir Adam                            |
| 2011         | Maputo       | Nigeria Omolara Omotosho Margaret Etim Bukola Abogunloko Muizat Ajoke Odumosu         | Senegal Mame Fatou Faye Aminata Sylla-Le Bouard Ndèye Fatou Soumah Amy Mbacké Thiam | Kenia ? Grace Miroyo Kidake ? Joy Sakari                                            |
| 2015         | Brazzaville  | Botswana Lydia Jele Goitseone Seleka Galefele Moroko Christine Botlogetswe            | Kenia Hellen Syombua Annet Mwanzi Winnie Chebet Maureen Nyatichi Thomas             | Äthiopien Tegest Tamagnu Kore Tola Nema Sefa Chaltu Shume                           |
| 2019         | Rabat        | Nigeria Kemi Francis Patience Okon George Blessing Oladoye Favour Ofili               | Botswana Oarabile Babolayi Thomphang Basele Amantle Montsho Oratile Nowe            | Uganda Stella Wonruku Nashiba Nabirye Emily Nanziri Leni Shida                      |
| 2023         | Accra        | Nigeria Esther Elo Joseph Patience Okon George Brittany Ogunmokun Omolara Ogunmakinju | Sambia Niddy Mingilishi Quincy Malekani Abygirl Sepiso Rhoda Njobvu                 | Botswana Thomphang Basele Lydia Jele Obakeng Kamberuka Oratile Nowe                 |

### 20 km Gehen
| Afrikaspiele | Afrikaspiele | Gold               | Silber             | Bronze               |
| ------------ | ------------ | ------------------ | ------------------ | -------------------- |
| 2003         | Abuja        | Estlé Viljoen      | Amsale Yakobe      | Natalie Fourie       |
| 2007         | Algier       | Chaima Trabelsi    | Mercy Njoki        | Arasa Asnaksh Abissa |
| 2011         | Maputo       | Chaima Trabelsi    | Olfa Lafi          | Aynalem Eshetu       |
| 2015         | Brazzaville  | Grace Wanjiru Njue | Aynalem Eshetu     | Askale Tiksa         |
| 2019         | Rabat        | Emily Wamusyi Ngii | Grace Wanjiru Njue | Yehualeye Beletew    |
| 2023         | Accra        | Emily Wamusyi Ngii | Sintayehu Masire   | Souad Azzi           |

### Hochsprung
| Afrikaspiele | Afrikaspiele | Gold             | Silber             | Bronze              |
| ------------ | ------------ | ---------------- | ------------------ | ------------------- |
| 1965         | Brazzaville  | Amelia Okoli     | Habibah Atta       | Regina Awori        |
| 1973         | Lagos        | Modupe Oshikoya  | Agnes Aghagba      | Magdalena Chesire   |
| 1978         | Algier       | Modupe Oshikoya  | Kawther Akrémi     | Emilia Blavo        |
| 1987         | Nairobi      | Awa Dioum-Ndiaye | Nacèra Zaaboub     | Constance Senghor   |
| 1991         | Kairo        | Lucienne N'Da    | Ifeanyi Aduba      | Stella Agbaegbu     |
| 1995         | Harare       | Hestrie Storbeck | Irène Tiendrébéogo | Madeleine Joubert   |
| 1999         | Johannesburg | Hestrie Cloete   | Irène Tiendrébéogo | Philippa Erasmus    |
| 2003         | Abuja        | Nneka Ukuh       | Marizca Gertenbach | Anika Smit          |
| 2007         | Algier       | Doreen Amata     | Anika Smit         | Marcoleen Pretorius |
| 2011         | Maputo       | Doreen Amata     | Uhunoma Osazuwa    | Lissa Labiche       |
| 2015         | Brazzaville  | Lissa Labiche    | Doreen Amata       | Julia du Plessis    |
| 2019         | Rabat        | Rose Yeboah      | Rhizlane Siba      | Ariyat Dibow Ubang  |
| 2023         | Accra        | Rose Yeboah      | Fatoumata Balley   | Darina Hadil Rezik  |

### Stabhochsprung
| Afrikaspiele | Afrikaspiele | Gold              | Silber            | Bronze                |
| ------------ | ------------ | ----------------- | ----------------- | --------------------- |
| 1999         | Johannesburg | Rika Erasmus      | Elmarie Gerryts   |                       |
| 2003         | Abuja        | Samantha Dodd     | Annelie van Wyk   | Margaretha du Plessis |
| 2007         | Algier       | Leila Ben Youssef | Ahmed Eman Nesrim | Eva Thornton          |
| 2011         | Maputo       | Dorra Mahfoudhi   | Alima Ouattara    |                       |
| 2015         | Brazzaville  | Syrine Ebondo     | Dorra Mahfoudhi   | Alima Ouattara        |
| 2019         | Rabat        | Dorra Mahfoudhi   | Fatma el-Bendary  | Dina el-Tabaa         |
| 2023         | Accra        | Mirè Reinstorf    | Dorra Mahfoudhi   |                       |

### Weitsprung
| Afrikaspiele | Afrikaspiele | Gold                    | Silber                   | Bronze                   |
| ------------ | ------------ | ----------------------- | ------------------------ | ------------------------ |
| 1965         | Brazzaville  | Alice Annum             | Angelina Osuagwu         | Teddy Nakisuyi           |
| 1973         | Lagos        | Modupe Oshikoya         | Margaret Odafin          | Christine Kabanda        |
| 1978         | Algier       | Modupe Oshikoya         | Janet Yawson             | Bella Bell-Gam           |
| 1987         | Nairobi      | Beatrice Utondu         | Comfort Igeh             | Albertine Koutouan       |
| 1991         | Kairo        | Chioma Ajunwa           | Beatrice Utondu          | Christy Opara-Thompson   |
| 1995         | Harare       | Eunice Barber           | Sanet Fouché             | Patience Itanyi          |
| 1999         | Johannesburg | Grace Umelo             | Françoise Mbango Etone   | Charlene Lawrence        |
| 2003         | Abuja        | Esther Aghatise         | Grace Umelo              | Chinedu Odozor           |
| 2007         | Algier       | Janice Josephs          | Blessing Okagbare        | Yah Koïta                |
| 2011         | Maputo       | Blessing Okagbare       | Marlyne Sarah Ngongoa    | Tahani Romaissa Belabiod |
| 2015         | Brazzaville  | Joëlle Mbumi Nkouindjin | Tahani Romaissa Belabiod | Lissa Labiche            |
| 2019         | Rabat        | Ese Brume               | Deborah Acquah           | Lynique Beneke           |
| 2023         | Accra        | Ese Brume               | Marthe Koala             | Prestina Ochonogor       |

### Dreisprung
| Afrikaspiele | Afrikaspiele | Gold                    | Silber                  | Bronze             |
| ------------ | ------------ | ----------------------- | ----------------------- | ------------------ |
| 1995         | Harare       | Rosa Collins-Okah       | Abiola Williams         | Eunice Basweti     |
| 1999         | Johannesburg | Françoise Mbango Etone  | Baya Rahouli            | Kéné Ndoye         |
| 2003         | Abuja        | Kéné Ndoye              | Salamatu Alimi          | Nkechinyere Mbaoma |
| 2007         | Algier       | Yamilé Aldama           | Chinonye Ohadugha       | Otonye Iworima     |
| 2011         | Maputo       | Baya Rahouli            | Kéné Ndoye              | Otonye Iworima     |
| 2015         | Brazzaville  | Joëlle Mbumi Nkouindjin | Ibrahim Blessing Ibukun | Nadia Eke          |
| 2019         | Rabat        | Grace Anigbata          | Jamaa Chnaik            | Zinzi Chabangu     |
| 2023         | Accra        | Ruth Usoro              | Winny Bii               | Saly Sarr          |

### Kugelstoßen
| Afrikaspiele | Afrikaspiele | Gold               | Silber                | Bronze                |
| ------------ | ------------ | ------------------ | --------------------- | --------------------- |
| 1973         | Lagos        | Evelyn Okeke       | Nnenna Njoku          | Brigitte Goze         |
| 1978         | Algier       | Joyce Aciro        | Veronica Baawah       | Herina Malit          |
| 1987         | Nairobi      | Elizabeth Olaba    | Aïcha Dahmous         | Martha Atieno         |
| 1991         | Kairo        | Hanan Ahmed Khaled | Elizabeth Olaba       | Mariam Nnodu          |
| 1995         | Harare       | Hanan Ahmed Khaled | Wafaa Ismail Baghdadi | Beatrix Steenberg     |
| 1999         | Johannesburg | Vivian Peters      | Veronica Abrahamse    | Maranelle du Toit     |
| 2003         | Abuja        | Vivian Chukwuemeka | Veronica Abrahamse    | Wafaa Ismail Baghdadi |
| 2007         | Algier       | Vivian Chukwuemeka | Simoné du Toit        | Veronica Abrahamse    |
| 2011         | Maputo       | Auriol Dongmo      | Veronica Abrahamse    | Sonia Smuts           |
| 2015         | Brazzaville  | Auriol Dongmo      | Claire Uke            | Sonia Smuts           |
| 2019         | Rabat        | Ischke Senekal     | Meike Strydom         | Odile Ahouanwanou     |
| 2023         | Accra        | Ashley Erasmus     | Oyesade Olatoye       | Ischke Senekal        |

### Diskuswurf
| Afrikaspiele | Afrikaspiele | Gold                 | Silber                   | Bronze             |
| ------------ | ------------ | -------------------- | ------------------------ | ------------------ |
| 1973         | Lagos        | Rose Hart            | Adobi Okoli              | Albestine de Zouza |
| 1978         | Algier       | Fathia Jerbi         | Helen Alyek              | Martha Jugah       |
| 1987         | Nairobi      | Jeanne Ngo Minyemeck | Hanan Ahmed Khaled       | Aïcha Dahmous      |
| 1991         | Kairo        | Hanan Ahmed Khaled   | Hiba Meshili Abu Zaghari | Wilma Brendenham   |
| 1995         | Harare       | Monia Kari           | Rhona Dwinger            | Caroline Fournier  |
| 1999         | Johannesburg | Monia Kari           | Lezelle Duvenage         | Elizna Naudé       |
| 2003         | Abuja        | Elizna Naudé         | Vivian Chukwuemeka       | Alifatou Djibril   |
| 2007         | Algier       | Elizna Naudé         | Monia Kari               | Vivian Chukwuemeka |
| 2011         | Maputo       | Kazai-Suzanne Kragbé | Elizna Naudé             | Alifatou Djibril   |
| 2015         | Brazzaville  | Claire Uke           | Ischke Senekal           | Julia Agawu        |
| 2019         | Rabat        | Chioma Onyekwere     | Yolandi Stander          | Ischke Senekal     |
| 2023         | Accra        | Obiageri Amaechi     | Chioma Onyekwere         | Nora Monie         |

### Hammerwurf
| Afrikaspiele | Afrikaspiele | Gold              | Silber                | Bronze             |
| ------------ | ------------ | ----------------- | --------------------- | ------------------ |
| 1999         | Johannesburg | Caroline Fournier | Elmarie Knoetzen      | Marwa Hussein      |
| 2003         | Abuja        | Marwa Hussein     | Susan Adeoye Olufunke | Vivian Chukwuemeka |
| 2007         | Algier       | Marwa Hussein     | Funke Adeoye          | Florence Ezeh      |
| 2011         | Maputo       | Amy Sène          | Sarah Bensaad         | Rana Ahmed Ibrahim |
| 2015         | Brazzaville  | Lætitia Bambara   | Amy Sène              | Jennifer Batu      |
| 2019         | Rabat        | Lætitia Bambara   | Temi Ogunrinde        | Zouina Bouzebra    |
| 2023         | Accra        | Zahra Tatar       | Zouina Bouzebra       | Oyesade Olatoye    |

### Speerwurf
| Afrikaspiele | Afrikaspiele | Gold                  | Silber              | Bronze                |
| ------------ | ------------ | --------------------- | ------------------- | --------------------- |
| 1965         | Brazzaville  | Helena Okwara         | Theresa Dismas      | Angelina Anyikwa      |
| 1973         | Lagos        | Constance Rwabiryagye | Lilian Cherotich    | Angelina Chekpiyeng   |
| 1978         | Algier       | Eunice Nekesa         | Agnès Tchuinté      | Constance Rwabiryagye |
| 1987         | Nairobi      | Samia Djémaa          | Seraphine Nyauma    | Matilda Kisava        |
| 1991         | Kairo        | Seraphine Nyauma      | Ann Otutu           | Matilda Kisava        |
| 1995         | Harare       | Rhona Dwinger         | Fatma Zouhour Toumi | Bernadette Perrine    |
| 1999         | Johannesburg | Liezel Roux           | Aïda Sellam         | Sorochukwu Ihuefo     |
| 2003         | Abuja        | Aïda Sellam           | Lindy Leveau        | Sunette Viljoen       |
| 2007         | Algier       | Justine Robbeson      | Lindy Leveau        | Sunette Viljoen       |
| 2011         | Maputo       | Justine Robbeson      | Gerlize de Klerk    | Lindy Leveau-Agricole |
| 2015         | Brazzaville  | Kelechi Nwanaga       | Zuta Mary Nartey    | Jo-Ane van Dyk        |
| 2019         | Rabat        | Kelechi Nwanaga       | Jo-Ane van Dyk      | Sunette Viljoen       |
| 2023         | Accra        | Jo-Ane van Dyk        | Jana van Schalkwyk  | Josephine Lalam       |

### Siebenkampf
| Afrikaspiele | Afrikaspiele | Gold                  | Silber                | Bronze            |
| ------------ | ------------ | --------------------- | --------------------- | ----------------- |
| 1987         | Nairobi      | Yasmina Azzizi-Kettab | Nacèra Zaaboub        | Frida Kiptala     |
| 1991         | Kairo        | Rita Izojie           | Oluchi Elechi         | Nacèra Zaaboub    |
| 1995         | Harare       | Oluchi Elechi         | Maralize Visser       | Caroline Kola     |
| 1999         | Johannesburg | Maralize Fouché       | Patience Itanyi       | Oluchi Elechi     |
| 2003         | Abuja        | Margaret Simpson      | Justine Robbeson      | Patience Okoro    |
| 2007         | Algier       | Margaret Simpson      | Patience Okoro        | Béatrice Kamboulé |
| 2011         | Maputo       | Margaret Simpson      | Gabriella Kouassi     | Selloane Tsoaeli  |
| 2015         | Brazzaville  | Uhunoma Osazuwa       | Odile Ahouanwanou     | Marthe Koala      |
| 2019         | Rabat        | Marthe Koala          | Kemi Francis          | Nada Chroudi      |
| 2023         | Accra        | Odile Ahouanwanou     | Kemi Francis-Petersen | Adèle Mafogang    |

## Nicht mehr ausgetragene Bewerbe

### 3000 m
Dieser Bewerb wurde bei den Afrikaspielen 1987 und 1991 ausgetragen und anschließend durch den 5000-Meter-Bewerb ersetzt.
| Afrikaspiele | Afrikaspiele | Gold        | Silber                   | Bronze          |
| ------------ | ------------ | ----------- | ------------------------ | --------------- |
| 1987         | Nairobi      | Susan Sirma | Hellen Kimaiyo Kipkoskei | Nata Nangae     |
| 1991         | Kairo        | Susan Sirma | Luchia Yishak            | Delillah Asiago |

### Marathon
Dieser Bewerb wurde bei den Afrikaspielen von 1995 bis 2003 ausgetragen und anschließend durch den Halbmarathon-Bewerb ersetzt.
| Afrikaspiele | Afrikaspiele | Gold                | Silber         | Bronze         |
| ------------ | ------------ | ------------------- | -------------- | -------------- |
| 1995         | Harare       | Jowaine Parrott     | Emebet Abossa  | Elfenesh Alemu |
| 1999         | Johannesburg | Hiywot Gizwa        | Meseret Kotu   | Kore Alemu     |
| 2003         | Abuja        | Clarisse Rasoarizay | Tadelesh Birra | Leila Aman     |

### 80 m Hürden
Dieser Bewerb wurde bei den Afrikaspielen 1965 ausgetragen und anschließend durch den 100-Meter-Hürdenlauf ersetzt.
| Afrikaspiele | Afrikaspiele | Gold      | Silber      | Bronze           |
| ------------ | ------------ | --------- | ----------- | ---------------- |
| 1965         | Brazzaville  | Rose Hart | Diana Monks | Mopelope Obayemi |

### 5000 m Bahngehen
Dieser Bewerb wurde bei den Afrikaspielen von 1987 bis 1995 ausgetragen und anschließend durch das 10-km-Gehen ersetzt.
| Afrikaspiele | Afrikaspiele | Gold            | Silber            | Bronze       |
| ------------ | ------------ | --------------- | ----------------- | ------------ |
| 1987         | Nairobi      | Agnetha Chelimo | Valeria Ndaliro   | Monica Akoth |
| 1991         | Kairo        | Agnetha Chelimo | Grace Karimi      | Dounia Kara  |
| 1995         | Harare       | Dounia Kara     | Nagwa Ibrahim Ali | Gete Komar   |

### 10 km Gehen
Dieser Bewerb wurde bei den Afrikaspielen 1999 ausgetragen und anschließend durch das 20-km-Gehen ersetzt.
| Afrikaspiele | Afrikaspiele | Gold            | Silber            | Bronze        |
| ------------ | ------------ | --------------- | ----------------- | ------------- |
| 1999         | Johannesburg | Susan Vermeulen | Nagwa Ibrahim Ali | Bahia Boussad |

### Fünfkampf
Dieser Bewerb wurde bei den Afrikaspielen 1978 ausgetragen und anschließend durch den Siebenkampf ersetzt.
| Afrikaspiele | Afrikaspiele | Gold           | Silber            | Bronze          |
| ------------ | ------------ | -------------- | ----------------- | --------------- |
| 1978         | Algier       | Bella Bell-Gam | Margaret Bisereko | Madeleine Bonzi |